# Primero de Mayo, Ocosingo
Primero de Mayo är en ort i Mexiko.   Den ligger i kommunen Ocosingo och delstaten Chiapas, i den sydöstra delen av landet, 800 km öster om huvudstaden Mexico City. Primero de Mayo ligger 858 meter över havet och antalet invånare är 133.
Terrängen runt Primero de Mayo är varierad. Runt Primero de Mayo är det glesbefolkat, med 16 invånare per kvadratkilometer. Närmaste större samhälle är Ocosingo, 4,4 km nordväst om Primero de Mayo. Omgivningarna runt Primero de Mayo är en mosaik av jordbruksmark och naturlig växtlighet.